# Ishpeming

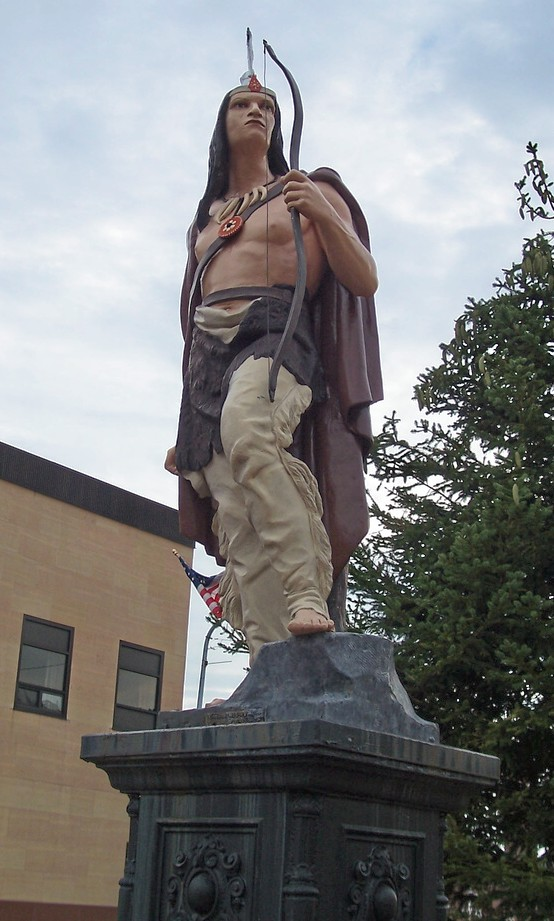
La statue d’« Old Ish »

Ishpeming  (en anglais [ˈɪʃpəˌmiŋ]) est une ville américaine (ancienne cité minière) située dans le comté de Marquette, dans l’État du Michigan. Lors du recensement de 2010, sa population s’élevait à 6 470 habitants.

## Source
- (en) Cet article est partiellement ou en totalité issu de l’article de Wikipédia en anglais intitulé « Ishpeming, Michigan » (voir la liste des auteurs).